# Réal brésilien
Ne doit pas être confondu avec Réal espagnol ou Réal portugais.
Pour les articles homonymes, voir réal.
Le réal brésilien (au pluriel réaux ; en portugais : real sans accent, pluriel reais) est la monnaie du Brésil depuis 1994. Le réal brésilien est divisé en 100 centavos. Son code ISO 4217 international est BRL, son abréviation locale usuelle est R$.
Le réal est la 16e monnaie la plus négociée du monde, la deuxième plus négociée de l’Amérique latine et la quatrième plus négociée des Amériques.

## Pluriel en français et en portugais
En français, le pluriel de réal est réaux selon l'Académie française et d'autres sources en ligne, . Les formes real au singulier ainsi que réis, reals ou comme en espagnol reales au pluriel sont parfois utilisées en français,. Le dictionnaire Larousse ne donne pas de pluriel et distingue le real brésilien de l'ancienne monnaie réal, renvoyant ainsi aux règles de l'orthographe française pour la devise brésilienne.
En portugais, le mot, écrit real, connaît deux formes plurielles :
1. La forme réis est utilisée au Brésil et au Portugal comme pluriel pour l’ancien réal, monnaie en vigueur au Portugal jusqu’en 1911 et au Brésil jusqu’en 1942 (voir ci-après) ; cette forme est aujourd’hui désuète.
2. La forme reais est la forme plurielle normalisée de l’actuel réal, en circulation au Brésil depuis 1994.

## L’ancien réal (avant 1942)
Monnaie de compte du royaume du Portugal et pour tout son empire colonial, le réal circule sur les terres du Brésil colonial de 1500 à 1822.
Bien qu’il y ait eu des frappes monétaires effectuées par les Hollandais entre 1645 et 1654 à la Nouvelle Hollande, les premières émissions produites dans des ateliers brésiliens avec la dénomination real n’ont eu lieu que dans les années 1690. Elles le furent par les Portugais qui ouvrirent une Casa da Moeda, ou « bureau de la Monnaie », à Bahia, sous la direction de Lisbonne.
Après l’indépendance (le 7 septembre 1822), une monnaie également appelée réal brésilien circule durant toute la période impériale brésilienne (1822-1889) et, ensuite, pendant le premier demi-siècle républicain.
Dès les années 1830, une dévalorisation a lieu, et ce premier réal du Brésil indépendant se comptait par milliers de réaux. L’unité de compte était le mil-réis (mille réaux) que l’on écrivait « 1$000 » ; ses divisions étaient les réaux (réis) ; un million de réaux (mille mil réis) formaient un conto de réis (compte de réaux) ou, tout simplement, conto (compte) que l’on transcrivait « 1 000$000 »).
Bien que le Portugal l’ait aboli dès 1911, au Brésil, l’ancien réal n’a été remplacé par le cruzeiro qu’en 1942, pendant la présidence de Getúlio Vargas.
Entre 1942 et aujourd'hui, soit moins d'un siècle, le Brésil a connu de très fortes dévaluations de ses monnaies : il faudrait 2 750 000 000 000 000 000 anciens réaux (2,75 × 1018 anciens réaux, autrement dit 2,75 milliards de milliards d'anciens réaux) pour 1 réal actuel.

## Le réal d’aujourd’hui

### 1erjuillet 1994

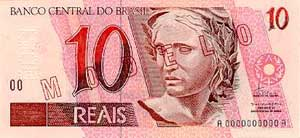
Billet de 10 reais de l'ancienne série.

Le réal (R$) devient l’unité monétaire brésilienne, la huitième monnaie depuis la fondation du pays. C’est la plus importante réforme de l’administration du président Itamar Franco, 90 millions d’électeurs se sont prononcés en faveur de l’artisan du « plan réal ». De ce fait, il a ouvert le chemin pour la victoire de son ministre de l’économie, Fernando Henrique Cardoso, dans l’élection présidentielle du 3 octobre de la même année, avec 54,3 % des suffrages exprimés, contre 27 % à Lula.
Quatre mois auparavant, les Brésiliens, dont près de la moitié vivaient en dessous du seuil de pauvreté, subissaient le calvaire de l’hyperinflation. Les prix augmentaient au rythme de 50 % par mois. Ainsi, c’est dans ce contexte explosif que Henrique Cardoso, alors ministre des Finances, décide de rompre le cycle infernal.
À sa création, sa valeur a été établie à 1 dollar (soit 2 750 cruzeiros reais dans l’ancienne dénomination). La création du réal s’est accompagnée de mesures d’accompagnement :
- désindexation des salaires et des prix pour casser les spirales inflationnistes ;
- réduction des obstacles à l’importation pour favoriser la concurrence ;
- réduction des déficits budgétaires pour ne pas céder à la tentation de faire tourner la planche à billets ;
- les milieux d’affaires se sont engagés à retenir leurs prix jusqu’aux élections.

Les apports immédiats :
- l’inflation est tombée presque du jour au lendemain à moins de 2 % par mois ;
- les Brésiliens n’ont pas gagné plus pour autant, mais ils ont moins perdu de pouvoir d’achat ;
- ils ont gagné le temps passé à se prémunir contre la hausse incessante des prix.

D’autres réformes structurelles prévues par le plan réal n’ont jamais été mises en place :
- amaigrissement du secteur public ;
- suppression des monopoles ;
- réforme de la fiscalité.

### 1995
Entre juillet 1994 et avril 1995,
- l’inflation a été réduite à 25 % contre 5000 % annuellement auparavant ;
- la croissance économique a été de 5,7 % ;
- les réserves monétaires du pays sont montées à 40 milliards $US.

Avec un premier excédent commercial de deux milliards $US au mois de juillet, la balance commerciale a vécu un changement de tendance important, à l’encontre des lourds déficits d’auparavant (déficit total de 4,26 milliards $US au cours du premier semestre).

### 1996
La croissance ralentie, mais l'inflation est maîtrisée à 25 % annuel, consolidation des excédents commerciaux.
Réforme du régime des retraites, les pensions seront dorénavant calculées non plus sur le nombre d’années de travail, mais sur la période pendant laquelle les cotisations ont été effectivement versées.
Le Sénat annule la création d’une commission d’enquête sur le système bancaire, véritable machine de guerre contre la présidence.

### 1997
Privatisation de la Compagnie minière Vale do Rio Doce (CVRD) pour 3,14 milliards $US, utilisable pour réduire de 1,34 % la dette publique et financer des projets d’infrastructure et de développement dans les États.
- Le déficit budgétaire se creuse (quatre milliards $US en juin) et le déficit commercial avec 16 milliards $US pour l’année ;
- Suppression des délais de paiement accordés aux importateurs ;
- Alourdissement de l’impôt sur les opérations financières dans le but de renchérir le crédit.

### 1998
Une crise économique éclate. En novembre 1998, le Fonds monétaire international décide d’accorder un prêt de 41,5 milliards de dollars américains, car le Brésil a adopté les réformes imposées (privatisation) et a réduit ses dépenses budgétaires notamment dans l’éducation.

### 1999
Le Brésil semble revenu au temps des demi-mesures, des ajustements et des arrangements qui assurent au pays une certaine croissance, mais laissent la majorité des Brésiliens se battre au jour le jour contre la précarité et les difficultés.
- Janvier 1999, la Banque centrale du Brésil annonce que le réal ne sera désormais plus ancré au dollar américain.
- 13 janvier, le réal est dévalué une première fois de 8.3 %, avant que le gouvernement brésilien décide alors de laisser flotter sa monnaie.
- Inflation : + 10 %.
- PIB : + 0,6 %
- Croissance : + 0,5 %
- Chômage : 7,3 % de la population active
- Déficit de la balance commerciale : 1,3 milliard $US
- Dette publique : 50 % du PIB

### 2000
- Inflation : + 9 %
- PIB : + 0,8 %
- PIB/hab. : - 1,6 %
- Croissance : 4,2 %
- Excédent budgétaire : 31,1 milliards de réaux
- Dette publique : 46,95 % du PIB
- Production industrielle : + 6,5 %

### 2001
Le Brésil a surmonté la crise économique et manifeste de la vigueur économique.
- Politique de redistribution des terres et d’aides à l’installation des familles de paysans ;
- Obtention du laboratoire Roche d’une réduction de 40 % du prix d’un médicament contre le SIDA ;
- Inflation : + 7 %

### 2009-2010
Après une forte chute en 2008 sous l'effet de la crise économique et financière, le réal brésilien fut l’une des premières devises, à partir de 2009, à remonter la pente simultanément face au dollar américain et à l’euro.
Profitant de taux d’intérêt élevés et de perspectives économiques excellentes, résultats des années Lula, le réal brésilien s’est inscrit parmi les monnaies qui ont le plus augmenté en 2009 et en 2010, à tel point que les autorités ont décidé d’imposer le 19 octobre 2009 un impôt de 2 % sur les entrées de capitaux afin de limiter la spéculation. L’objectif principal de cette taxe fut de réduire l’appréciation du réal qui avait crû de 49 % de mars 2009 à octobre 2009 face au dollar des États-Unis.

## Billets
Ci-dessous sont présentés les billets de la première série du réal brésilien, qui a été produite jusqu’en 2013. Cette première série est encore acceptée et tous les billets avaient les mêmes dimensions.
La nouvelle série du réal a été mise en circulation en 2010 et les billets ont des tailles croissantes avec la valeur faciale.

### Première série
| Recto | Verso | Valeur (réaux) | Description                                                                  |
| ----- | ----- | -------------- | ---------------------------------------------------------------------------- |
|       |       | 1              | Recto : République Verso : Colibri Billet encore valable, mais plus fabriqué |
|       |       | 2              | Recto : République Verso : Tortue                                            |
|       |       | 5              | Recto: République Verso : Aigrette                                           |
|       |       | 10             | Recto: République Verso : Ara                                                |
|       |       | 20             | Recto: République Verso : Tamarin-lion doré                                  |
|       |       | 50             | Recto: République Verso : Jaguar                                             |
|       |       | 100            | Recto: République Verso : Epinephelinae                                      |

## Pièces de monnaie

### Première série (1994-1997)
Sont frappées des pièces en acier pour des valeurs de 1, 5, 10, 25, 50 centavos et 1 réal. 

### Seconde série (depuis 1998)
Sont frappées des pièces de 1 et 5 centavos en acier plaqué de cuivre ; de 10 et 25 centavos en acier plaqué de bronze ; de 50 centavos en cupronickel ; et une pièce de 1 réal bimétallique avec un centre en cupronickel et un anneau en laiton de nickel.
La pièce de 1 centavo est retirée de la circulation en novembre 2005.

## Évolution de la valeur du réal depuis 1994
Au moment du lancement du réal, son cours est à parité avec le dollar américain auquel il est amarré. En mars 1995, il fallait 0,83 réal pour 1 dollar, la monnaie brésilienne enregistrait donc un rebond par rapport à la monnaie américaine de 17 %.
Entre octobre 1995 et janvier 1999, le réal perd plus de 25 % par rapport au dollar, son cours passant de 0,9609 à 1,2080 R$ pour 1 dollar.
Janvier 1999 voit le cour du réal chuter fortement, au moment même de l'introduction de l'euro sur le marché international. En un mois, le cours dévisse pour finir à 2,07 R$ pour 1 dollar. En février, le réal, qui n'est plus officiellement amarré au dollar américain, voit son cours se redresser. En décembre, il termine à 1,86 R$ pour 1 dollar.
Entre janvier 2001 et janvier 2003, le cours du réal connaît une forte baisse pour terminer à 3,54 R$ pour 1 dollar. En 2003 et 2004, le cour de la monnaie brésilienne se stabilise à moins de 3 R$ pour 1 dollar, avant de connaître en 2005, une remontée pour terminer à 2,22 R$ pour 1 dollar.
Entre 2006 et 2010, le réal fait preuve d'une grande stabilité, voire d'une fermeté face à la monnaie américaine : il s'affiche en mai 2010 à 1,75 R$ pour 1 dollar.
Entre 2011 et 2014, le réal connaît une sensible dégradation de son cours, il termine à près de 4 R$ pour un dollar.
Depuis mars 2015, le cours du réal a perdu près de 49 % par rapport au dollar.